# 山后郑氏宗祠
山后郑氏宗祠，是位于中国福建省宁德市柘荣县城郊乡仙山村山后自然村的一个清代古建筑，2011年7月入选第八批柘荣县文物保护单位。
山后郑氏宗祠是一座砖木构穿斗式单檐硬山顶的清代宗祠，1994年和2009年先后重修。建筑坐东北朝西南，通面阔14.27米，通进深33.1米，占地面积472.3平方米。有三级台基，自上至下依次为正厅、天井和门楼，两侧立有围墙。祠内保存有清代的木匾、楹联和石质旗杆夹。现清代主体建筑木构和戏台等组成部分保存较好。